# Créditos iniciais de O Homem do Braço de Ouro
Os créditos iniciais de The Man with the Golden Arm (no Brasil, O Homem do Braço de Ouro) foram a segunda produção com animação do designer gráfico Saul Bass para o cinema. Além disso, também foi a segunda colaboração entre Bass e o diretor Otto Preminger, com quem tinha trabalhado na produção dos pôsteres e dos créditos iniciais de Carmen Jones.

## Descrição
“O Homem com o Braço de Ouro acordou a todos e disse: "Este é o potencial para os títulos principais. Você pensou que isso era apenas um tipo de coisa descartável onde apenas colocamos o tipo e ninguém realmente o projeta.” E Bass disse: “Ei, espere um minuto designers, diretores, aqui está uma oportunidade para nós, de aproveitarmos esse imóvel no início de um filme e usá-lo para ajudar a contar a história ou apenas usá-lo para tornar algo real interessante ou bonito”, e todo mundo acordou.” Kyle Cooper, designer da sequência do título de Se7en, no documentário “Saul Bass: Title Champ”, de 2008.
O filme trata sobre um músico de jazz tentando superar seu vício em heroína, uma história controversa para a sociedade dos anos 50. Pensando nisso, Bass colocou o braço como imagem central, por ser uma representação ligada ao uso de drogas  intravenosas, o designer considerou que seria uma identidade forte, chocante e controversa, assim como o conteúdo do filme.

Os créditos iniciais tem um minuto e vinte e oito segundos de duração. A composição de movimento é feita a partir de retângulos brancos que aparecem na tela de fundo preto junto dos nomes dos membros da equipe de produção. Os movimentos e transições das formas e do texto são sincronizados com a música de fundo, uma trilha sonora de jazz produzida por Elmer Bernstein ao mesmo tempo que Bass desenvolvia a sequência do título. Por fim, os retângulos brancos se juntam formando a figura de um braço distorcido, fazendo alusão ao nome e à trama do filme ao mesmo tempo que referencia a imagem usada na peça publicitária do longa-metragem. Esse contraste, entre o preto e o branco, criou uma intensidade pessimista que tornou a abertura um sucesso e deu notoriedade à Saul Bass.
“A intenção desta abertura era criar um clima escassez, desolação, com uma intensidade motriz ... que transmitia a distorção e irregularidade, a desconexão e descontentamento da vida do viciado, o assunto do filme.” Saul Bass sobre os créditos iniciais.
Essa sequência dos créditos iniciais custou $3.500, mas se tornou um sucesso e referência para futuras produções.

## Trabalhos anteriores
A abertura de Carmen Jones, primeiro trabalho de Saul Bass dentro de um filme, foi um marco na indústria cinematográfica. Essa peça, que incorporava elementos gráficos e de animação, trouxe um dinamismo na exibição, em comparação ao estilo tradicional de créditos, composto somente por textos estáticos na tela. A abertura, formada por uma  ilustração de uma rosa com chamas escarlates ao fundo, com elementos visuais usados nos pôsteres de divulgação do filme, criava uma expectativa para o filme, tornando-a um elemento atrativo para o público e elogiado pela crítica por ser algo pioneiro.
A boa recepção da abertura em Carmen Jones levou Otto Preminger e Saul Bass a repetirem a parceria em O Homem do Braço de Ouro, consolidando o estilo de Bass na produção de aberturas. A mescla do uso de tipografia com a movimentação de formas na tela, sincronizadas com uma trilha sonora instrumental se tornou icônica na indústria cinematográfica.

## Sobre o autor
O designer gráfico Saul Bass nasceu em 1920 no Bronx, Nova York, descendente de imigrantes judeus da Europa ocidental. Desenhando desde a infância, Bass seguiu a carreira artística frequentando as aulas noturnas na Art Students League, em Manhattan, e posteriormente na Brooklyn College, onde teve aulas com György Kepes. Kepes, designer hungariano, era considerado o último discípulo do modernismo da Bauhaus, chegando a ensinar na Nova Bauhaus, em Chicago. Saul Bass herdou desse professor e da leitura de seu livro "The Language of Vision", a inspiração para um estilo gráfico baseado nos princípios minimalistas com formas fundamentais. O designer faleceu com 75 anos, em 1996.

## Contexto histórico
A década de 1950 fez parte da Era de Ouro de Hollywood (que vai do final da década de 1920 até cerca de 1960). Durante esse anos, surgiram muitos artistas e peças cinematográficas que são referências até hoje, como Cantando na Chuva e Ben-Hur. Também foi nessa época que diversas técnicas de produção surgiram e filmes coloridos se tornaram possíveis de serem feitos em massa e se tornaram populares. Outro fator que marcou esse período foi o aumento do consumo de programas de televisão, o que fez com que Hollywood passasse a investir em produções menores, para alimentar esse nicho de entretenimento. Isso fez com que os estúdios demitissem diversos funcionários e realizasse uma reestruturação completa da indústria, causando grandes mudanças nas obras dos anos seguintes.
Contudo, essa era de ouro não se limitava a Hollywood. Os Anos Dourados eram vividos por todo os Estados Unidos, que passaram por uma prosperidade econômica após a Grande Depressão de 1929 e o fim da Segunda Guerra Mundial. Esse período também foi marcado pelo início da Guerra Fria, entre EUA e URSS, que representava o conflito entre o Capitalismo e o Socialismo. Desse modo, os EUA investiam em tecnologia, armas e propagandas para tentar demonstrar a superioridade de seu estilo de vida.

## Impacto cultural
A abertura de O Homem do Braço de Ouro teve um grande impacto no cinema e influenciou profundamente a exibição dos créditos e a forma como eles são pensados na edição do filme. Mesmo não sendo a primeira abertura feita por Saul Bass, foi a que realmente ganhou notoriedade o suficiente para causar um impacto na indústria. Bass pensava nos créditos iniciais como uma forma de fazer os espectadores entrarem no clima do filme em vez de serem só títulos genéricos. Suas parcerias posteriores com diretores renomados, como Alfred Hitchcock e Martin Scorsese, permitiram um reconhecimento ainda maior de seu trabalho, marcando uma época na história do cinema.
Sua influência no estilo de créditos da época foi tamanha que inspirou filmes posteriores, como Monstros S.A., Os Incríveis e Prenda-me se For Capaz, cujas tramas e estilo estético fazem referência a época em que Saul Bass começou a trabalhar com cinema. As animações de Bass também foram grande inspiração para o atual ramo conhecido como Motion Design, que está relacionado com animações através de obras de cinema, televisão e streamings, indo desde a abertura de filmes e séries, até comerciais de produtos.